# Scinax montivagus
Espèce
Scinax montivagus est une espèce d'amphibiens de la famille des Hylidae.

## Répartition
Cette espèce est endémique de l’État de Bahia au Brésil. Elle se rencontre dans la Serra do Espinhaço.

## Description
Les mâles mesurent de 25,9 à 30,0 mm et les femelles de 28,9 à 32,2 mm, le mâle holotype mesure 28,3 mm.

## Publication originale
- Juncá, Napoli, Nunes, Mercȇs & Abreu, 2015 : A new species of the Scinax ruber clade (Anura, Hylidae) from the Espinhaço Range, northeastern Brazil. Herpetologica, vol. 71, no 4, p. 299–309.